# Onthophagus tirapensis
Onthophagus tirapensis là một loài bọ cánh cứng trong họ Bọ hung (Scarabaeidae).